# فرنسا والحرب الأهلية الأمريكية

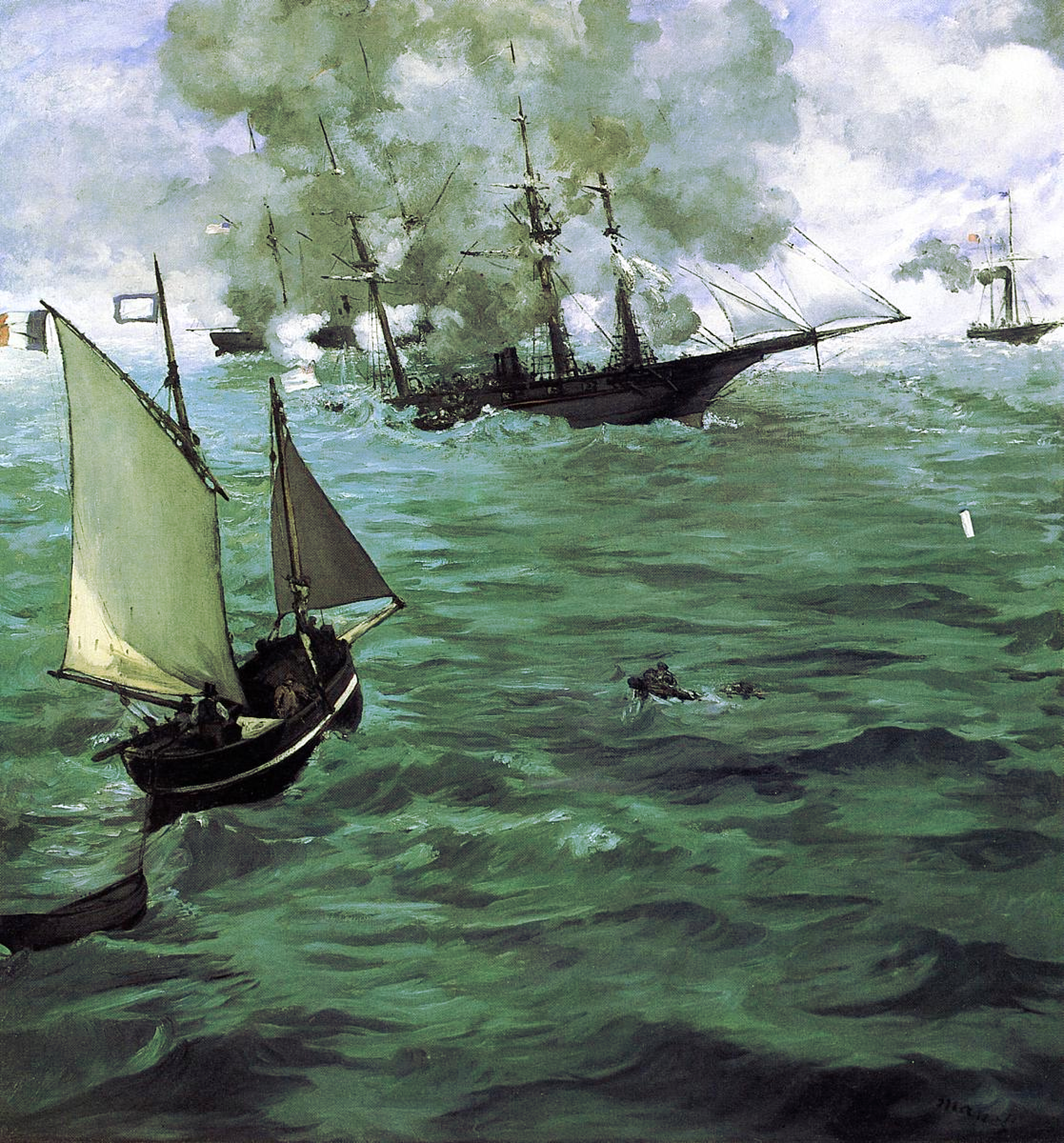
صورة لمعركة شيربورج ، بين كيرسارج وألاباما ، 19 يونيو 1864. المعركة جزء من الحرب الأهلية الأمريكية.

ظلت الإمبراطورية الفرنسية الثانية على الحياد رسميًا طوال الحرب الأهلية الأمريكية ولم تعترف أبدًا بالولايات الكونفدرالية الأمريكية. حذرت الولايات المتحدة من أن الاعتراف يعني الحرب. كانت فرنسا مترددة في التصرف دون تعاون بريطاني، ورفضت الحكومة البريطانية التدخل.
أدرك الإمبراطور نابليون الثالث أن الحرب مع الولايات المتحدة بدون حلفاء ستجر كارثةً على فرنسا. ومع ذلك، استخدمت صناعة النسيج القطن، وأرسل نابليون جيشًا للسيطرة على المكسيك، والذي يمكن أن يتلقى مساعدة كبيرة من الكونفدرالية. في الوقت ذاته، دعم القادة السياسيون الفرنسيون الآخرون، مثل وزير الخارجية إدوارد ثوفينيل، الولايات المتحدة.

## الرأي العام والاقتصاد
عكست الصحف السياسية الإثنين والعشرين في باريس مدى الرأي العام الفرنسي. تحددت المواقف العامة للصحف من الحرب من خلال القيم السياسية فيما يتعلق بالديمقراطية ونابليون الثالث وتنبؤهم بالنتيجة النهائية. لم تؤثر قضايا مثل الرق وقضية ترينت التي شاركت فيها بريطانيا والتأثير الاقتصادي على صناعة القطن الفرنسي على المحررين. حددت مواقفهم من الحرب ردودهم على مثل هذه القضايا. دعم المحافظون المؤيدين لنابليون الثالث الكونفدرالية، وكذلك المناصرون للسلطة التشريعية الموالون لعائلة بوربون، والقادة الكاثوليك الرومان. حصل الاتحاد على دعم الجمهوريين والأورليانيين (أولئك الذين أرادوا سليل لويس فيليب الأول وآل أورليان على العرش).
بين عامي 1861 و1865، قطع حصار الاتحاد إمدادات القطن الكونفدرالية إلى مصانع النسيج الفرنسية. ومع ذلك، جمعت فرنسا فائضًا كبيرًا من القطن عام 1861، ولم يحدث نقص حتى أواخر عام 1862. وبحلول عام 1863 تسبب النقص في مجاعة القطن. شهدت المطاحن في الألزاس ونورد با دو كاليه والنورماندي تضاعف في أسعار القطن بحلول عام 1862 واضطرت إلى تسريح العديد من العمال. ومع ذلك، كان هناك واردات قطن من الهند ومن الاتحاد، وكذلك مشاريع الأشغال العامة التي ترعاها الحكومة لتوفير فرص عمل لعمال النسيج العاطلين عن العمل. كان نابليون حريصًا على مساعدة الكونفدرالية، لكن وزيري خارجيته عارضا بشدة، وكذلك العديد من المصالح التجارية. لقد أدركوا أن التجارة مع الاتحاد تفوقت على الحاجة إلى القطن الكونفدرالي. كان الاتحاد المستورد الرئيسي للحرير والنبيذ والساعات والفخار والخزف الفرنسي، وكان مزودًا أساسيًا للقمح والبوتاس للاقتصاد الفرنسي. ونتيجة لذلك رجحت كفة العوامل الاقتصادية لصالح الحياد.

## السياسة الحكومية
اعتبرت الحكومة الفرنسية الحرب الأمريكية قضيةً ثانوية نسبيًا بينما كانت فرنسا منخرطة في مساعي دبلوماسية متعددة في أوروبا وحول العالم. كان الإمبراطور نابليون الثالث مهتمًا بأمريكا الوسطى من أجل التجارة وخطط لقناة عبر المحيطات. كان يعلم أن الولايات المتحدة عارضت بشدة وأن الكونفدرالية تسامحت مع خطته لإنشاء إمبراطورية جديدة في المكسيك، حيث نزلت قواته في ديسمبر 1861.
التقى وليام ل. دايتون، المبعوث الأمريكي في فرنسا، بوزير الخارجية الفرنسي، إدوارد ثوفينيل، الذي كان مؤيدًا للاتحاد وكان مؤثرًا في إضعاف ميل نابليون الأولي نحو الاعتراف الدبلوماسي باستقلال الكونفدرالية. ومع ذلك، استقال ثوفينيل من منصبه في عام 1862.
فعلنًا ، حافظت فرنسا على حياد صارم فيما يتعلق بالصراع الأمريكي ، ولكن خلف الكواليس نابليون الثالث كان يعترف رسميًا بالولايات الكونفدرالية الجنوبية كدولة منفصلة و في 16 يوليو 1862 في فيشي ، التقى جون سليديل ، وهو كونفدرالي أرسل إلى أوروبا لتحقيق الاعتراف الدبلوماسي للجنوب ، بناءً على طلب من العديد من وزراء الحكومة البريطانية . شعر العديد من أعضاء حكومة اللورد بالمرستون أن الاعتراف بالجنوب هو السبيل الوحيد لإنهاء الحرب ، وأن تأييد فرنسا ، إلى جانب بعض الانتصارات الجنوبية الرئيسية ، سيمهد الطريق نحو السلام. نابليون الثالث ، بدوره ، بدا مؤيدًا للاعتراف الجنوبي في مقابلته مع سليديل ، لكنه قال إنه لن يتصرف إلا بالتعاون البريطاني. التقى الإمبراطور بـه مرة ثانية في 28 أكتوبر 1862 ، لكنه كان شديد البرودة ، وأخيراً لم يقدم هو ولا البريطانيون دعمهم العام لاستقلال الجنوب. بينما جادل سليدل بأن الدعم الفرنسي من شأنه أن يقوي القضية الجنوبية ، رد نابليون ووزرائه بأن مثل هذا العمل يمكن أن يغضب كوريا الشمالية بنفس القدر ، وأن الأخير سيوجه قوته نحو كل من خصومه الجنوبيين والدوليين
لم يُستقبل المندوب الكونفدرالي في باريس، جون سليديل، رسميًا. ومع ذلك، فقد قدم عروضًا لنابليون الثالث أنه في مقابل اعتراف فرنسا بالولايات الكونفدرالية والمساعدة البحرية المرسلة لكسر الحصار، ستبيع الكونفدرالية القطن الخام إلى فرنسا. اتفق معه الكونت والوسكي ويوجين روهر، لكن الرفض البريطاني وخاصة احتلال الاتحاد لنيو أورليانز في ربيع عام 1862 قاد الدبلوماسية الفرنسية لمعارضة الخطة. في عام 1864، أرسل نابليون الثالث صديقه المقرب، فيلادلفيان توماس و. إيفانز، كدبلوماسي غير رسمي إلى لينكولن ووزير الخارجية الأمريكي ويليام هـ. سيوارد. أقنع إيفانز نابليون بأن هزيمة الجنوب كانت وشيكة.
في 15 نوفمبر 1862 ، تم نشر رسالة من نابليون الثالث تقترح أن تعمل فرنسا وبريطانيا وروسيا كوسطاء مشتركين في الصراع الأمريكي. وأشار الإمبراطور إلى ثلاثة أسباب لمثل هذا الإجراء - معاناة الشعب الأمريكي ، والتأثير الاقتصادي الضار للحرب على أوروبا (لا سيما أزمة القطن) ، واستحالة توصل الطرفين إلى حل سريع ومستقل على ما يبدو. تم رفض اقتراحه ، لأنه بينما كانت الحرب الأهلية تدور في أمريكا الشمالية ، كانت قوات نابليون الثالث نفسها منخرطة على الأراضي المكسيكية. كان اهتمامه الصريح بالتوسع الإمبراطوري في أمريكا الوسطى أحد الأسباب الرئيسية لرفض عرضه للوساطة ، لأن هذه الحملة المكسيكية كان ينظر إليها من قبل الكثيرين على أنها مناورة لوضع يديه على الأراضي الغنية بالقطن في خليج المكسيك. ستستمر الحرب لمدة عامين ونصف.
نجح سليديل في التفاوض على قرض بقيمة 15 مليون دولار من فريديريك إميل دي إيرلانجر ورأسماليين فرنسيين آخرين. استُخدمت الأموال لشراء سفن حربية مدرعة وكذلك الإمدادات العسكرية التي جاءت من قبل مناصري الحصار.